# قاتلی کنار رود یانهه
قاتلی کنار رود یانهه (انگلیسی: A Murder Beside Yanhe River) یک فیلم است که در سال ۲۰۱۴ منتشر شد.